# مود بوني
مود بوني (بالإنجليزية: Maude Bonney)‏ هي طيارة أسترالية، ولدت في 20 نوفمبر 1897 في بريتوريا في جنوب أفريقيا، وتوفيت في 24 فبراير 1994 في ميامي في الولايات المتحدة.